# Grant Shaft Drive
Grant Shaft Drive is een Brits historisch merk van motorfietsen.
De bedrijfsnaam was: R.E.D. Grant, Coventry.
Grant Shaft Drive bouwde al in 1921 motorfietsen met 496cc-boxermotoren met asaandrijving en een vierversnellingsbak. Deze boxermotoren kwamen vermoedelijk van Bradshaw. Later volgde een 346cc-tweetakt met White & Poppe-blok, vier versnellingen en asaandrijving. Het merk verdween in 1923 van de markt. 